# Canton de Beverley
 (janvier 2025).
Si vous disposez d'ouvrages ou d'articles de référence ou si vous connaissez des sites web de qualité traitant du thème abordé ici, merci de compléter l'article en donnant les références utiles à sa vérifiabilité et en les liant à la section « Notes et références ».
 (mars 2025).
Le canton de Beverley est un ancien canton du Canada établi en 1792 dans le district de Home, dans le Haut-Canada, aujourd'hui connu comme la province de l'Ontario au Canada. Il est nommé d'après la ville de Beverley dans l'East Riding du Yorkshire, en Angleterre, par John Graves Simcoe, l'ancien lieutenant-gouverneur du Haut-Canada.
En 1974, une partie du canton de Beverley rejoint le canton de North Dumfries, tandis que le reste est ajouté aux West Flamborough et East Flamborough. La zone fait désormais partie de la ville de Hamilton.